# 甲醇
甲醇（英語：Methanol），又稱羥基甲烷（英語：Methyl alcohol）、木醇（英語：wood alcohol）或木精（英語：wood spirits），是一种有机化合物，分子式為CH3OH，簡稱MeOH，是最簡單的醇類。甲醇有「木醇」與「木精」之名，源自於曾经其主要的生產方式是自木醋液（為木材乾餾或裂解的產物之一）萃取。現代甲醇是直接從一氧化碳，二氧化碳和氫的一個催化作用的工業過程中製造。
甲醇很輕、揮發性强、無色、易燃，并有與乙醇（飲用酒）非常相似的氣味，被俗稱為假酒。但不同於乙醇，甲醇毒性大，不可以飲用。通常用作溶劑、防冻剂、燃料或變性劑乙醇，亦可用於經過酯交換反應生產生物柴油。

## 历史
古埃及人在遗体保存技术防腐的過程中，使用了包括甲醇的混合物質以保存屍體。然而，直到1661年，罗伯特·波义耳才首次分离出纯的甲醇，方法是蒸馏黄杨（黄杨木）。它后来被称为“pyroxylic spirit”。 1834年，法国化学家讓-巴蒂斯特·杜馬和尤金·皮里哥确定了它的元素组成。
在2006年，天文學家利用射電望遠鏡在焦德雷爾班克天文台的MERLIN陣列發現了太空中一個2.88億英里寬的巨大甲醇雲。

## 生產
合成甲醇可以用固體（如煤、焦炭），液體（如原油、重油、輕油）或氣體（如天然氣及其他可燃性氣體）做為原料，經造氣凈化（脫硫）變換，除去二氧化碳，配制成一定的合成氣（一氧化碳和氫）。在不同的催化劑存在下，選用不同的工藝條件。單產甲醇（分高壓法低壓和中壓法），或與合成氨聯產甲醇（聯醇法）。將合成後的粗甲醇，經預精餾脫除甲醚，精餾而得成品甲醇。甲醇視為1級醇。
不少細菌在進行缺氧新陳代謝時會產生甲醇。因此，空氣中存有少量的甲醇蒸氣，但幾日內就會在陽光照射之下被空氣中的氧氣氧化，成為二氧化碳。

## 性质
甲醇可以在空氣中完全燃燒，並釋出二氧化碳及水：
{\displaystyle {\ce {2CH3OH + 3 O2 -> 2 CO2 + 4 H2O}}}
甲醇的火焰近乎無色，所以點燃甲醇時要格外小心，以免被燒傷。
甲醇加入鹼金屬可使其產生離子化合物：
{\displaystyle {\ce {2CH3OH + 2Li -> 2CH3OLi + H2}}}
參見：甲醇鹽

## 用途
甲醇是一种常见的溶剂。由於它的低紫外線吸收，使得甲醇高度適用於高效液相色谱法，紫外－可见分光光度法及液相色譜法-質譜聯用。

### 原料
甲醇最大的用途是制造其他化学品。大约40%的甲醇会被转化为甲醛，再用于生产塑料，胶合板，涂料，炸药，和免烫纺织品。
甲醇亦有時會用於更高的分子建構，例如：利用改性高嶺土作催化劑，可以把甲醇脫水生成二甲醚。科學家基於高嶺土在類似的環境所扮演的催化角色，以及地球創始之時的豐富甲烷環境，推論出地球生命的生成可能從甲醇開始。

### 燃料

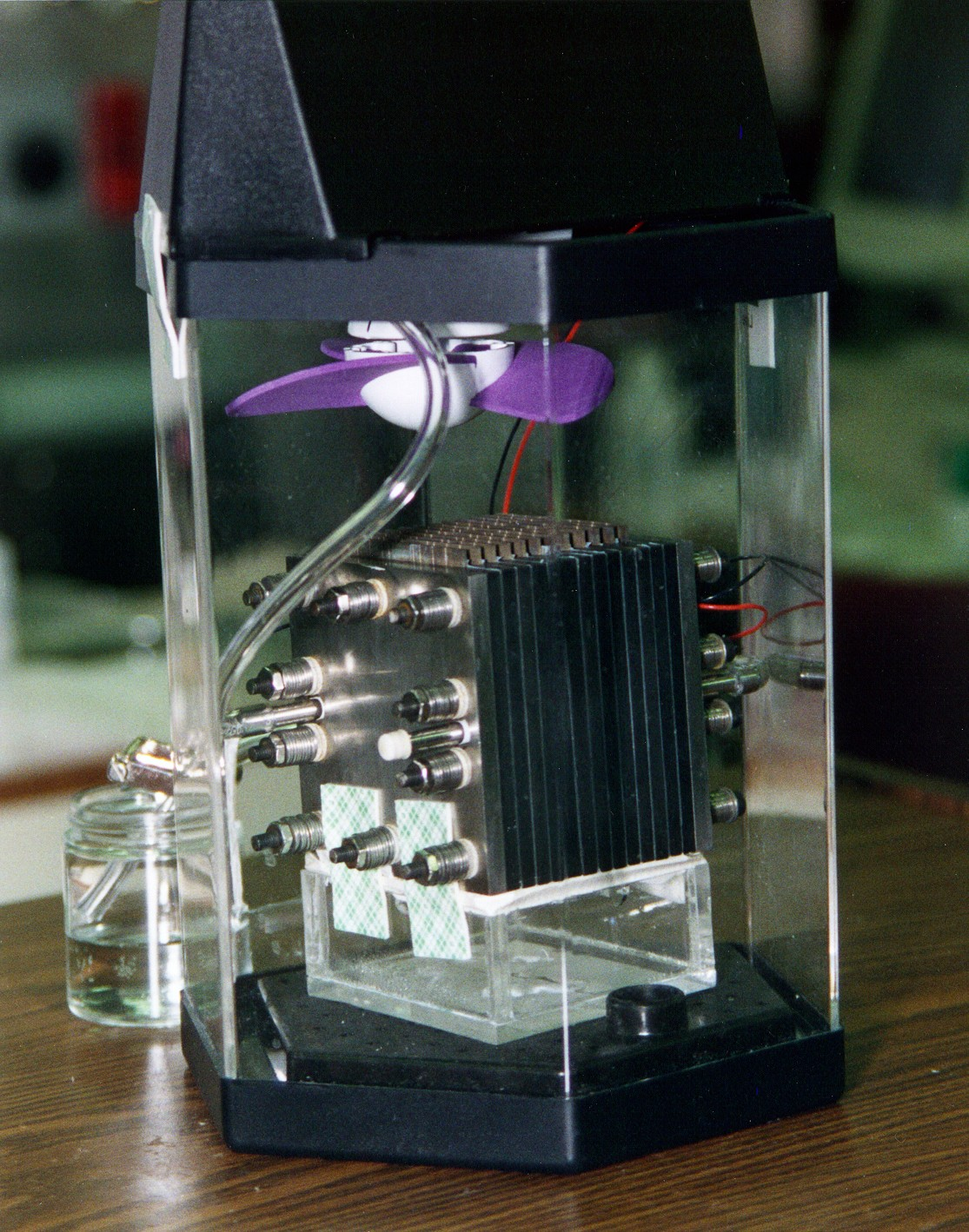
直接甲醇燃料電池

甲醇可以在有限基础上用作为内燃机的燃料。按照规则，纯甲醇被要求使用于印第賽車、怪兽卡车、美國汽車俱樂部（USAC）的冲刺汽车（以及侏儒、modifieds等等），與其他泥路賽車系列，如World of Outlaws，和沙地摩托车比賽。除了賽車，以甲醇為燃料的船舶等交通工具也逐步問世。

### 其他应用
甲醇是一种传统的乙醇变性剂，混有甲醇之乙醇被称为“變性乙醇”或“甲基化酒精”（Methylated spirit）。在美国1920年至1933年的禁酒時期，变性乙醇會被用來替代传统的乙醇，部分是因为甲醇比乙醇便宜。但其致盲的毒性令甲醇酒精逐漸被取締及管制。
甲醇也作为溶剂使用，并作为在管道的防冻液和挡风玻璃清洗液。
甲醇也成為燃料電池的燃料之一，如 直接甲醇燃料電池。

## 健康及安全

### 毒性
甲醇對人體有毒，因為甲醇在人體新陳代謝中會氧化成比甲醇毒性更強的甲醛和甲酸（蟻酸），因此飲用含有甲醇的酒可引致失明、肝病、甚至死亡。誤飲4毫升以上就會出現中毒症狀，超過10毫升即可因對視神經的永久破壞而導致失明，30毫升已能導致死亡。
初期中毒症狀包括心跳加速、腹痛、嘔吐、下瀉、無胃口、頭痛、暈、全身無力。嚴重者會神智不清、呼吸急速至衰竭。失明是它最典型的症狀，甲醇進入血液后，會使組織酸性變強產生酸中毒，導致腎衰竭。最嚴重者是死亡。
然而，仍然有不少不法商人不顧人命安全，用含有甲醇的工业酒精勾兑假酒并出售。2011年12月13日，印度西孟加拉邦的一座村莊多人因飲用含有甲醇的假酒而出現中毒症狀，造成至少171人死亡。
值得留意的是，在部份的真酒中含有極微量的甲醇，應是宿醉的原因之一。

### 解毒
甲醇中毒可以用乙醇（真酒）與甲吡唑解毒。因为甲醇在肝脏中被酒精脱氢酶氧化成甲醛，然后是甲酸。乙醇可以和甲醇競爭醇脱氢酶，使人体有时间排除甲醇。

## 标准
- 工廠空气卫生标准: 中国 MAC 50mg/m3；美国 OSHA PEL-TWA 260mg/m3
- 危规: GB 3.2 类 32058。
- 原铁规: 一级易燃液体, 61069。UN NO.1230。
- IMDG CODE 3087页，3类。副危险 6.1 类。

## 參看
- 氘代甲醇
- 變性乙醇（工業酒精）